# Свети Илия (Градево)
Вижте пояснителната страница за други значения на Свети Илия.
„Свети Илия“ е възрожденска църква в симитлийското пиринско село Градево, България, част от Неврокопската епархия на Българската православна църква. Обявена е за паметник на културата.

## Архитектура
Църквата е построена през 1847 година. Разположена е на главната улица на селото. В архитектурно отношение представлява каменна трикорабна псевдобазилика с нартекс и женска църква над него. На западния и южния свод има барелефи с дракони. Интериорът е дело на четирима зография. В олтара и по холкела на централния кораб има 36 сценописни сцени и фигури, дело на неизвестен зограф, които оцеляват при земетресението от 1904 година. Иконостасът е рисуван и има високохудожествена позлатена резба по венчилката, царските двери и кръжилата. На цокълните табла има осем сцени от Шестоднева в елипсовидни медальони. Над царските двери има три резбовани разпятия с дракони. Осемте царски икони са от 1849 година – дело на неизвестен зограф.